# تي أيتش-ديمر
تي أيتش-ديمر (بالإنجليزية: TH-dimer)، يعرف أيضا بآر جاي-4 (بالإنجليزية: RJ-4)، هو وقود للصواريخ يستخدم في الصواريخ الموجهة. هذا النوع من الوقود لا يتبخر من ما يجعل استعماله آمن على السفن والغواصات. نقطة وميض الوقود هي 60 °م.
يستخدم هذا الوقود في الصاروخ بي جي أم-109 توماهوك.